# Prêmio Earthshot
O Prêmio Earthshot é um prêmio global concedido à pessoas ou organizações pelas contribuições ao ambientalismo.  
Fundado em 2020 e planejado para ocorrer anualmente até 2030, a premiação consiste em premiar em 1 milhão de libras cada vencedor dentre as cinco categorias: "proteger e restaurar a natureza", "limpar nosso ar", "reviver nossos oceanos", "construir um mundo livre de resíduos", "consertar nosso clima". 
O nome do prêmio é uma referência ao discurso de John F. Kennedy em 1962 sobre a proposta de criar um esforço conjunto para se efetuar um pouso na lua até o final da década de 60. De forma análoga, o prêmio Earthshot tem como objetivo encorajar a busca por soluções inovadoras para "reparar e regenerar o planeta" até o final da década de 2020.

## Ligações Externas
- Sítio oficial